# تدمد
تِدمِد (به انگلیسی: TEDMED) یک کنفرانس سالانه است که با تمرکز بر بهداشت و پزشکی  و فناوری همراه با جامعه مبتنی بر وب در طول سال است. TEDMED یک رویداد مستقل است که تحت مجوز همایش غیرانتفاعی تد اجرا می‌شود.

## پیش‌زمینه
از سال ۲۰۱۴، کارکنان تدمد در استمفورد، ایالت کانکتیکات فعالیت دارند.
سخنرانی‌های تدمد «رابطهٔ سلامت، اطلاعات و تکنولوژی» را با «داستان‌های شخصی قانع‌کننده» و «یک نگاه اجمالی به آیندهٔ بهداشت و درمان» ترکیب می‌کنند.
هدف از این کنفرانس «یک تجمع از نابغه‌ها» که «برخی از نوآورترین و اندیشمندترین پیشگامان تکنولوژی، رسانه و سرگرمی بهداشت و درمان را در یک «مهمانی شام» بزرگ چهارروزه برای یادگرفتن از همدیگر و ارتباط مردم از رشته‌ها و صنایع مختلف برای حل مشکلات اساسی بهداشتی» عنوان شده‌است.

## تاریخچه
تدمد در اصل در سال ۱۹۹۸ (۱۳۷۷) توسط بنیانگذار TED، ریچارد ورمن، تأسیس شد. تدمد برای چندین سال غیرفعال بود و در سال ۲۰۰۸ ورمن حقوق تدمد را به کارآفرین، مارک هودش، فروخت.
هودوش تدمد را بازسازی کرد و اولین همایش تحت هدایت او در سن دیگو در اکتبر ۲۰۰۹ برگزار شد اما در سال ۲۰۱۰ سهم خود را به جی واکر فروخت.
در ژانویهٔ ۲۰۱۰ وب‌گاه TED.com قراردادن ویدیوهای تدمد را آغاز کرد.
در اکتبر ۲۰۱۰ تدمد در سن دیگو برگزار شد دوباره تمام بلیت‌ها به فروش رسید که تعداد قابل توجهی از رهبران بهداشت و درمان و افراد مشهور هالیوود را به خود جذب کرد.
در سال ۲۰۱۰ جی واکر صاحب واکر دیجیتال و یک گروه از مدیران و سرمایه‌گذاران تدمد را از مارک هودش به مبلغ ۱۶ میلیون دلار همراه با پرداخت‌های اضافی در آینده تا حد ۹ میلیون دلار خریداری کردند. این همایش پس از آن به واشینگتن، دی‌سی، نقل مکان کرد.
در نوامبر 2016 ، تدمد در پالم اسپرینگز ، کالیفرنیا برگزار شد.